# Liste deutscher Stadtgründungen/11. Jahrhundert
Die Liste deutscher Stadtgründungen im 11. Jahrhundert enthält Orte, die im 11. Jahrhundert gegründet oder erstmals urkundlich erwähnt wurden und später zu Städten wurden.
- 1002 Bautzen, erste urkundliche Erwähnung
- 1002 Villa Erlangon, später (Altstadt) Erlang, 1398 Stadtrecht, 1812 Zusammenlegung mit der Neustadt zum heutigen Erlangen
- 1002 Strehla, erste urkundliche Erwähnung
- 1003 Buer erste schriftliche Erwähnung als „Puira“ in Urkunde des Kölner Erzbischofs Heribert
- 1003 Essen, erste urkundliche Erwähnung als Stadt
- 1003 Kronach, erste urkundliche Erwähnung
- 1005 Doberlug, erste urkundliche Erwähnung
- 1006 Schwandorf, erste urkundliche Erwähnung als „suainicondorf“
- 1007 Fürth, Jüterbog, erste urkundliche Erwähnung
- 1007 Ostritz, urk. Ersterwähnung als castellum Ostrusna? Stadtgründung um 1238 (Burggraf Otto I. von Dohna?), 1347 Stadtrecht durch Karl IV.
- 1011 Der Meierhof Hedereshusen wird in einer Schenkung erstmals genannt – die früheste Erwähnung des heutigen Wüstener Gebiets
- 1011 Schalkau, erste urkundliche Erwähnung
- 1012 Naumburg (Saale), erste urkundliche Erwähnung
- 1015 Leipzig, erste urkundliche Erwähnung als „urbs Libzi“
- 1015 Bielefeld, erste urkundliche Erwähnung als „Biliuelde“
- 1016 Berka/Werra, erste urkundliche Erwähnung
- 1017 Hollfeld, erste urkundliche Erwähnung
- 1021 Mering, erste bisher bekannte schriftliche Erwähnung vom 14. November 1021 durch Kaiser Heinrich II.
- 1022 Stendal, erste urkundliche Erwähnung
- 1028 Kulmbach, erste urkundliche Erwähnung
- 1030 Ahaus
- 1031 Braunschweig, erste urkundliche Erwähnung als „Brunesguik“ (der Stadtgründungssage nach soll Braunschweig aber bereits 861 gegründet worden sein)
- 1032 Unna, erste urkundliche Erwähnung in einem Brief des Erzbischofs Pilgrim von Köln
- 1034 Amberg
- 1036 Oerlinghausen
- 1037 Öhringen, erste urkundliche Erwähnung
- 1038 Kehl, erste urkundliche Erwähnung
- 1041 Bochum, erste urkundliche Erwähnung als „Cofbuokheim“
- 1044 Friedrichroda, erste urkundliche Erwähnung
- 1046 Nürtingen, erste urkundliche Erwähnung
- 1046 Hettstedt
- 1046 Sandersleben
- 1050 Nürnberg, erste urkundliche Erwähnung
- um 1050 Bad Bentheim, erste Erwähnung als „Binitheim“
- um 1050 Bad Salzuflen, erste Erwähnung der Siedlung „Uflon“ und einer dort befindlichen Salzstätte
- 1056 Coburg, erste urkundliche Erwähnung
- 1057, 27. August: Weiterode, erste urkundliche Erwähnung
- 1058 Mergentheim, erste urkundliche Erwähnung
- 1064 Bad Sulza, erste urkundliche Erwähnung
- zwischen 1065 und 1075 Straelen, erste urkundliche Erwähnung als „Strala“
- 1066 Schmölln, erste urkundliche Erwähnung
- 1067 Backnang, erste urkundliche Erwähnung
- 1067 Pforzheim, erste urkundliche Erwähnung
- 1069 Alsfeld
- 1071 Abenberg
- 1071 Görlitz, erste urkundliche Erwähnung (noch als Dorf)
- 1071 Lehesten, erste urkundliche Erwähnung
- 1072 Attendorn, erste urkundliche Erwähnung
- 1074 Hilden, erste urkundliche Erwähnung
- 1075 Troisdorf, erste urkundliche Erwähnung
- 1075 Metzingen, erste urkundliche Erwähnung
- 1075 Demmin, erste urkundliche Erwähnung, Adam von Bremen, Stadtrecht (Lübisches Recht) zwischen 1236 und 1249
- 1076 Lübeck, erste urkundliche Erwähnung als „Liubice“ (Stadtrecht 1160)
- 1077 Sigmaringen, erste urkundliche Erwähnung
- 1078 Giengen an der Brenz, erste urkundliche Erwähnung als „Giengin“
- 1078 Tübingen, erste urkundliche Erwähnung von Schloss Hohentübingen
- 1079 Siegen, erste urkundliche Erwähnung als „Sigena“
- 1080 Meßkirch, erste urkundliche Erwähnung (Stadtrecht 1261 erwähnt)
- 1084 Rastatt, erste urkundliche Erwähnung als „Rasteten“
- 1085 Altensteig
- 1088 Ravensburg, erste urkundliche Erwähnung
- 1089 Reutlingen, erste urkundliche Erwähnung
- 1090 Germersheim
- 1091 Achim (Weser), erste urkundliche Erwähnung (Stadt seit 1949)
- 1095 Achern
- 1095 Alpirsbach
- 1095 Haigerloch, erste urkundliche Erwähnung als „castrum Haigerloch“ (Stadt ab 1237)
- 1096 Isny im Allgäu, erste urkundliche Erwähnung
- 1100 Aach (Hegau)